# Мостова (Ірбітський міський округ)
Мостова́ (рос. Мостовая) — присілок у складі Ірбітського міського округу Свердловської області.
Населення — 192 особи (2010, 240 у 2002).
Національний склад населення станом на 2002 рік: росіяни — 94 %.